# 소니 알파 넥스
소니 알파 넥스(영어: Sony Alpha NEX)는 소니에서 발매된 미러리스 카메라이다. 주로 소형 컴팩트 카메라와 렌즈교환형 카메라의 장점을 갖추었다. 초기 발매는 소니 알파 NEX-3과 소니 알파 NEX-5로 나뉘게 되는데 두 제품 모두 14M pixel과 손떨림방지 그리고 APS-C 센서와 동영상녹화기능을 가지고 있다.

## 같이 보기
- 소니 알파